# Эйгерсунн
Эйгерсунн (норв. Eigersund) — коммуна в губернии Ругаланн в Норвегии. Административный центр коммуны — город Эгерсунн. Официальный язык коммуны — букмол. Население коммуны на 2016 год составляло 14 942 человека. Площадь коммуны Эигерсунн — 432,46 км², код-идентификатор — 1101. На территории коммуны частично расположен геопарк Magma Geopark.

## История населения коммуны
Население коммуны за последние 60 лет.

## Известные уроженцы
- Ассерсен, Питер Кристиан (1839–1906) – инженер, контр-адмирал ВМС США, участник Гражданской войны в США.

Статистика коммуны Эигерсунн